# John Hay

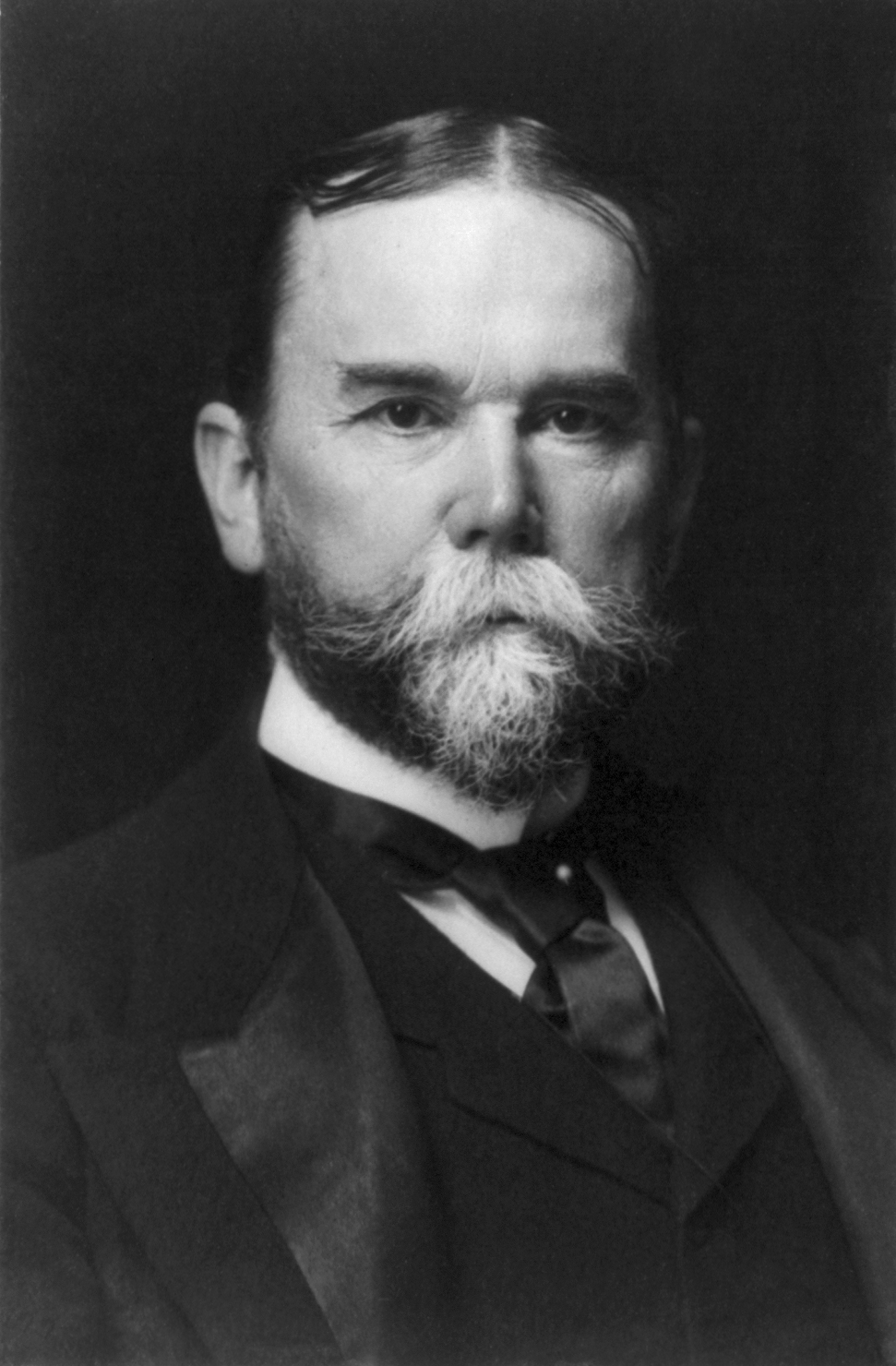
John Hay

John Milton Hay (* 8. Oktober 1838 in Salem, Washington County, Indiana; † 1. Juli 1905 in Newbury, New Hampshire) war ein US-amerikanischer Politiker  der Republikanischen Partei. Er begann seine Karriere 1861 als Privatsekretär Abraham Lincolns, dessen Biografie er später als Ko-Autor mitverfasste. Von 1898 bis zu seinem Tod war er Außenminister der Vereinigten Staaten. Er gilt als einer der einflussreichsten und erfolgreichsten amerikanischen Außenminister an der Wende zum 20. Jahrhundert.

## Leben
Hay studierte von 1855 bis 1858 Rechtswissenschaften an der Brown University in Providence und vervollständigte diese Ausbildung anschließend bis 1861 in einer Kanzlei in Springfield. Er begann seine politische Laufbahn als einer der Privatsekretäre des US-Präsidenten Abraham Lincoln. Als solcher war er von 1861 bis 1865 tätig. Sein Tagebuch und seine Aufzeichnungen während des Bürgerkrieges sind heute wichtige historische Quellen. Von manchen Historikern wird Hay auch als Verfasser des berühmten Briefes an Mrs. Bixby angesehen, in dem Präsident Lincoln der verwitweten Mutter, die angeblich fünf Söhne im Krieg verloren hatte, sein Mitgefühl bekundete. Hay war im Ford’s Theatre anwesend, als Lincoln dort einem Anschlag zum Opfer fiel, und verfasste zusammen mit seinem Kollegen John George Nicolay eine Biographie des Präsidenten.
In der Folgezeit war er im Rahmen des diplomatischen Dienstes in Paris (1865 bis 1867), Wien (1867 bis 1868) und Madrid (1869 bis 1870) beschäftigt. Hays wirkte dabei als Legationssekretär und Geschäftsführer. In der ersten Hälfte des darauffolgenden Jahrzehnts schloss sich eine journalistische Tätigkeit bei der New York Tribune an. Von 1879 bis 1881 war er der 12. Assistant Secretary of State zu Zeiten der Präsidenten Rutherford B. Hayes und James A. Garfield als Vertreter der Außenminister William M. Evarts und James G. Blaine. Nachdem sein Freund William McKinley zum Präsidenten gewählt worden war, kam Hay 1897 als US-Botschafter nach Großbritannien. Seine Bemühungen bereiteten damals die Grundlage für das bis zum heutigen Tag bestehende nahe Verhältnis zwischen den USA und Großbritannien.
Im August 1898 wurde Hay zum Außenminister (Secretary of State) im Kabinett McKinley ernannt und nahm noch im selben Jahr bei den Verhandlungen zum Vertrag von Paris (Treaty of Paris) teil, der den Spanisch-Amerikanischen Krieg beendete. Hay förderte außerdem die Unabhängigkeit Chinas (Open Door Policy), die damals durch die imperialistischen Bestrebungen der europäischen Kolonialmächte gefährdet war. Deshalb startete er einen Rundbrief an die europäischen Länder, in dem er jedes von ihnen aufforderte, die Handelsfreiheit in der Region zu garantieren. Tatsächlich unterzeichneten alle Hays Schreiben und die Machtstellung der USA in Asien war gesichert.
Während der Entführung Ion Perdicaris’ in Tanger durch den berberischen Aufständischen Raisuli und der daraus folgenden Krise zwischen den Vereinigten Staaten und Marokko tat Hay den Ausspruch „This government wants Perdicaris alive or Raisuli dead.“ („Diese Regierung will Perdicaris lebend oder Raisuli tot.“) Dieser erlangte im Wahlkampf große Popularität und beeinflusste wahrscheinlich das Wahlergebnis zugunsten Theodore Roosevelts. Diese Vorfälle wurden, wenn auch mit reichlich historischen Freiheiten, in John Milius’ Spielfilm Der Wind und der Löwe von 1975 nacherzählt; Hay wurde dargestellt von John Huston.
Weiter zeichnete Hay als Außenminister hauptverantwortlich für den Bau des Panamakanals. Er verhandelte eine Reihe von Verträgen aus, die sowohl den Bau des Kanals als auch die Kontrolle desselben durch die USA ermöglichten. Hay verstarb im Amt des Außenministers im Jahr 1905.
1898 wurde er zum Mitglied der American Philosophical Society sowie der American Academy of Arts and Letters gewählt.

## Veröffentlichungen (Auszug)
- The Bread-Winners (1883). Deutsche Übersetzung: Die Sozialisten. Stuttgart: Engelhorn 1885.
- gemeinsam mit John George Nicolay: Lincoln, a history. 10 Bände, (1890)